# Первая Сирийская война
Первая Сирийская война — конфликт между Птолемейским Египтом под руководством Птолемея II и Арсинои II, с одной стороны, и царством Селевкидов под руководством Антиоха I, с другой стороны. Война началась в 274 году до н. э. и закончилась в 271 году до н. э.

## История
После десятилетнего правления интересы египетского царя Птолемея II натолкнулись на стремление царя Антиоха I расширить свои владения, захватив Сирию и Анатолию. Птолемей II оказался решительным политиком и умелым военачальником. Его брак с сестрой Арсиноей II, опытной придворной интриганкой, привёл к стабильности в египетском дворе, что позволило Птолемею II успешно вести военную кампанию. В некоторых источниках даже утверждается, что война была выиграна благодаря уму и таланту Арсинои II.
Война закончилась победой Птолемея II. В начале войны Антиох I захватил земли Птолемеев в прибрежной полосе Сирии и на юге Анатолии. К 271 году до н. э. Птолемей II вернул их под свой контроль, распространив также свою власть до Карии и на большую часть Киликии. Кроме того, причиной поражения Антиоха был экономический кризис в Вавилонии, а также эпидемия чумы.
В результате войны к Египту отошли территории Финикии (северная часть побережья Сирии), большая часть Анатолии и острова Киклады. В то же время, когда Птолемей II был занят военными действиями на востоке, его сводный брат Магас объявил о независимости Киренаики. Эта область оставалась независимой до 250 года до н. э., а затем снова включена в царство Птолемеев.